# Christina Blomqvist
Eva Christina Blomqvist, gift Smedberg, född 22 oktober 1964 i Asarums församling, är en svensk orienterare som blev världsmästarinna i stafett 1985 och 1991. Hon har även tagit ett VM-silver och ett VM-brons individuellt.